# دی هیدرو ارگوکورنین
دی هیدرو ارگوکورنین (به انگلیسی: Dihydroergocornine) با فرمول شیمیایی C31H41N5O5 یک ترکیب شیمیایی با شناسه پاب‌کم 61107 است. که جرم مولی آن ۵۶۳٫۶۸۷ گرم بر مول می‌باشد. 